# KAIST (電視劇)
《KAIST》（韓語：카이스트，港譯：科技大學），是韓國SBS電視台製作的電視劇，宋智娜作家執筆，於1999年1月24日開始播出，劇情關於在韓國科學技術院（KAIST）就讀的大學生的生活。由於本劇很受大眾歡迎，所以其後又再製作續集，共兩季。第1集~第67集為第一季，第68集~第81集為第二季。

## 演員陣容
- 李輝香 飾演 李熙貞教授
- 金基賢 飾演 金大賢教授
- 安政勳 飾演 朴基勳教授
- 白鐘學 飾演 徐教授
- 李珉宇 飾演 李民才
- 蔡琳 飾演 朴采瑩
- 申恩廷 飾演 申南熙
- 李恩宙 飾演 邱志苑
- 鄭成化 飾演 鄭萬秀
- 金正鉉 飾演 金正太
- 鄭民 飾演 崔載明
- 許英蘭 飾演 吳玉珠
- Michael 飾演 Michael
- 姜成妍 飾演 閔卿珍
- 秋瓷炫 飾演 秋瓷炫
- 崔明洙 飾演 崔一漢教授
- 李奈映 飾演 李惠成
- 池晟 飾演 姜大旭
- 金柱赫 飾演 鄭明煥
- 金正閔 飾演 鄭進秀
- 延政勳 飾演 梁炳錫
- 李奎翰 飾演 李奎翰
- 柳重熙 飾演 柳重熙（真正的KAIST在學生）
- 金燦宇 飾演 金碩佑
- 李原在 飾演 鄭慶植
- 李在煌 飾演 李在誠（第二季）
- 洪洙賢 飾演 洪洙進（第二季）
- 奇太映 飾演 奇太勳（第二季）
- 金玟廷 飾演 金玟熙（第二季）
- 金在仁 飾演 華卿（第二季）
- 宋恩英 飾演 金寒兒（第二季）
- 高斗旭 飾演 尚哲（第二季）
- 李自英 飾演 珍熙（第二季）
- 趙顯宰 飾演 張東和（第二季）
- 洪景仁 飾演 洪樹利（第二季）
- 金麗珍 飾演 殷奈映教授（第二季）
- 金承洙 飾演 吳賢民教授（第二季）
- 金昌完 飾演 航空科教授（第二季）
- 白一燮 飾演 系主任（第二季）
- 尹汝貞 飾演 指導教授（第二季）
- 金美京 飾演 金美順
- 李斗日 飾演 校園警察（12集~81集）
- 安貞渙
- 金貞賢
- 丁汶
- 尹智敏
- 鄭仁先
- 韓尚進 飾演 徐東植
- 金正旭

### 特別演出
- 李秉憲
- 金明民
- 李亨哲
- 宋在浩
- 鄭永琡
- 鄭泰宇

## 外部連結
- SBS：KAIST電視劇網頁